# 1522 Kokkola
1522 Kokkola è un asteroide della fascia principale. Scoperto nel 1938, presenta un'orbita caratterizzata da un semiasse maggiore pari a 2,3674875 UA e da un'eccentricità di 0,0730021, inclinata di 5,34959° rispetto all'eclittica.
L'asteroide prende il nome dalla città finlandese di Kokkola.